# Il padiglione delle meraviglie
Il padiglione delle meraviglie è un atto unico in due quadri di Ettore Petrolini del 1924.
La piazza degli spettacoli pubblici dove è ambientato l'atto unico non è una piazza qualsiasi ma ricalca con ampia fedeltà la Piazza Guglielmo Pepe di Roma di inizio '900, dove sorgevano dei baracconi detti "delle meraviglie", poiché lì si svolgevano spettacoli teatrali e circensi per la gioia del popolino. Della piazza, di cui oggi si è conservato nella toponomastica il nome per dedicarlo ad una via nei pressi della stazione Termini, Petrolini dà un resoconto nel suo Modestia a parte.

## Trama
Lalli gestisce, assieme alla moglie Zenaide, una piccola attività di intrattenimento chiamata "Il padiglione delle meraviglie", nella quale egli presenta le sue attrazioni: Amalù il selvaggio antropofago dello sperduto Mazzabubbù, Elvira la sirena e i lottatori Tigre e Calligola. Tiberio è l'imbonitore del carrozzone, ma sta passando un periodo buio: lasciato dalla sedicente sirena Elvira, la quale ha una relazione con il Tigre, si è ridotto all'ombra di sé stesso consumato dalle pene d'amore. La donna, in passato, è scappata di casa innamorata di Tiberio ma ora che ha trovato nel Tigre un qualcosa di più affascinante, non manca occasione per screditare Tiberio e indicarlo agli occhi di tutti come uomo di poco conto: come metro di paragone, utilizza i muscoli del Tigre ad indicare cos'è un vero uomo. Il Tigre stesso, pieno di sé, si permette atteggiamenti da bullo nei confronti di Tiberio. Lalli e Zenaide non sono contenti del comportamento della donna e lo palesano chiaramente: legati da amicizia e rispetto per l'imbonitore, poi, confidano in lui nonostante le sue prestazioni lavorative siano nettamente calate.
Poco prima di replicare lo spettacolo, però, Elvira viene a sapere per vie traverse (c'è lo zampino di Zenaide) che il Tigre ha una moglie che lo crede impiegato in un circo equestre di Civitavecchia e che ignora la relazione che ha invece con la donna del padiglione delle meraviglie. Adirata, chiede spiegazioni che le vengono però negate: il Tigre preferisce, infatti, bere del vino in osteria con l'amico Bistecca. Solo una cosa le dice: a breve lascerà lo spettacolo perché ha trovato un ingaggio migliore in un circo tedesco e, nonostante il clima tra i due non sia dei migliori, le promette di portarla via con sé dal padiglione di Lalli.
Giunge Tiberio che si confronta con Elvira, chiedendole pateticamente di non partire e di tornare insieme a lui. Elvira, arrabbiata con il Tigre per i suoi chiarimenti spiccioli, chiede a Tiberio di vendicarla, insultando il lottatore.
Inizia lo spettacolo ed ognuno presenta il suo numero. Giunto il momento del Tigre, Lalli esorta il pubblico a sfidarlo in un incontro di lotta greco-romana, offrendo una vincita di cinquecento lire. Come sfidante si propone però Tiberio, disposto a tutto pur di riconquistare Elvira. Inizia la lotta, che si capisce immediatamente non essere una finzione: Tiberio, disperato, in uno slancio riesce a stendere il Tigre, lasciandolo a terra senza fiato per una presa troppo veemente al collo. Mentre il pubblico esce, i vari impiegati del padiglione portano Il Tigre dalla guardia medica, lasciando soli in scena Elvira e Tiberio. Tiberio, sfinito, le dà le chiavi della sua stanza, intimandole di tornarci. Elvira, la quale aveva inizialmente sperato nella vittoria del Tigre, domata ed impaurita esce di scena obbedendo a Tiberio.